# 한녀
"한녀"는 1981년에 개봉한 대한민국의 영화이다.

## 캐스팅
- 문회원
- 임정하
- 조유리
- 서정아
- 최석
- 나갑성
- 한명환
- 안진수
- 김욱
- 정영국
- 이희숙
- 김현희